# Jean Lannoy
Jean Lannoy (1834-1920) es un cervecero de Bruselas, caballero de la orden de Leopoldo.
Nacido en Menin, Bélgica, hijo de un cervecero, Jean Lannoy funda la Brasserie Jean Lannoy en 1859, rue de la Digue, en Ixelles, Bruselas. Ocupa los antiguos edificios de la cervecería L'Italie, que alquila a la familia Van Zeebroeck.

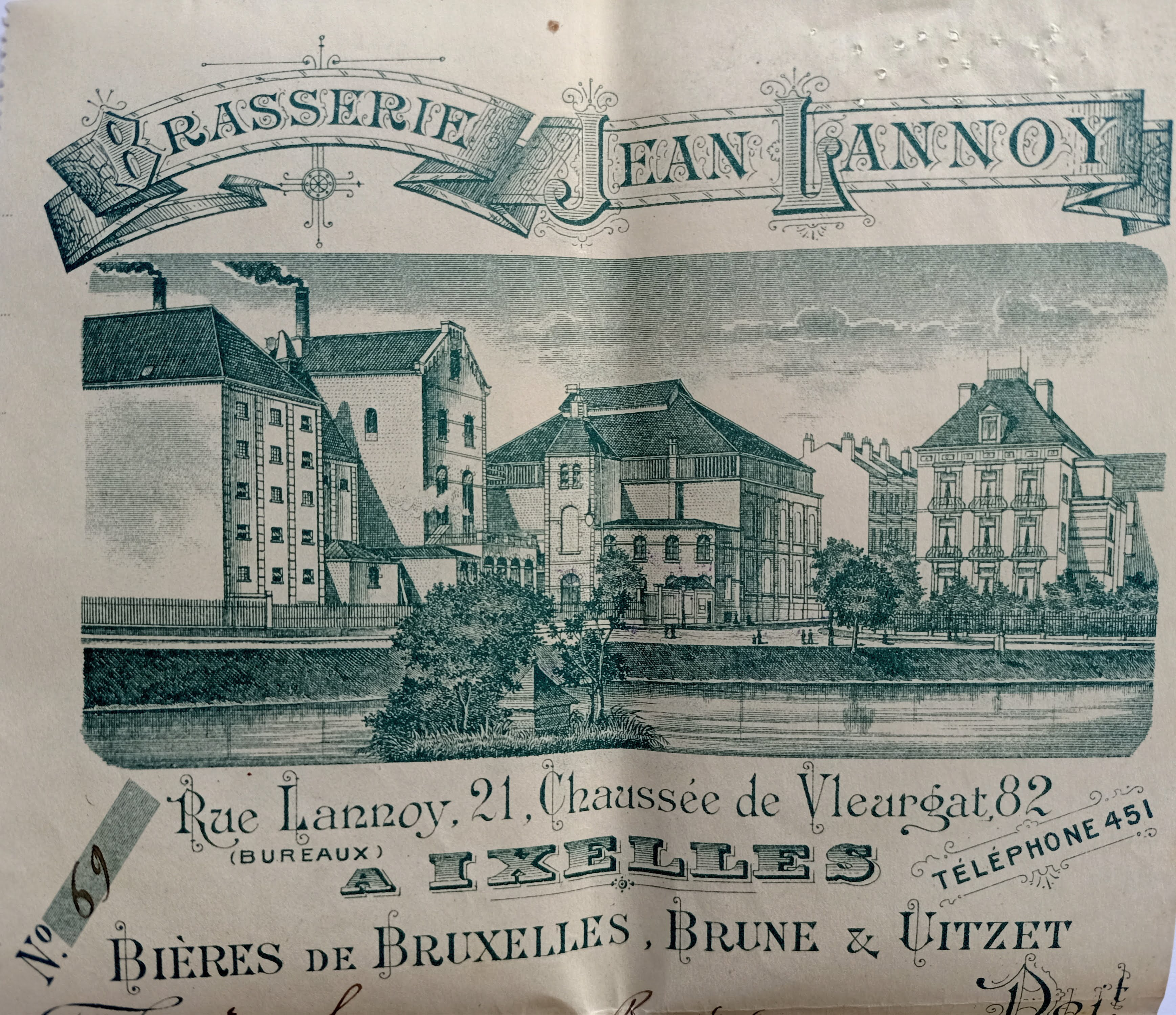
Cervecería Jean Lannoy

En 1873 emprende la construcción de una nueva fábrica, con hangares y depósitos cercanos, en un amplio terreno que compra cerca de los estanques de Ixelles, entre la chaussée de Vleurgat y la rue de la Cascade.
La calle que conecta estos dos caminos se llama rue Lannoy. Entre 1878 y 1889, Jean Lannoy construye allí pequeñas casas unifamiliares de estilo neoclásico.
En 1897, Jean Lannoy adquiere el castillo de Wolvenberg en Uccle para convertirlo en una residencia de campo para él y sus familiares. Lo revende en 1920, año de su muerte.

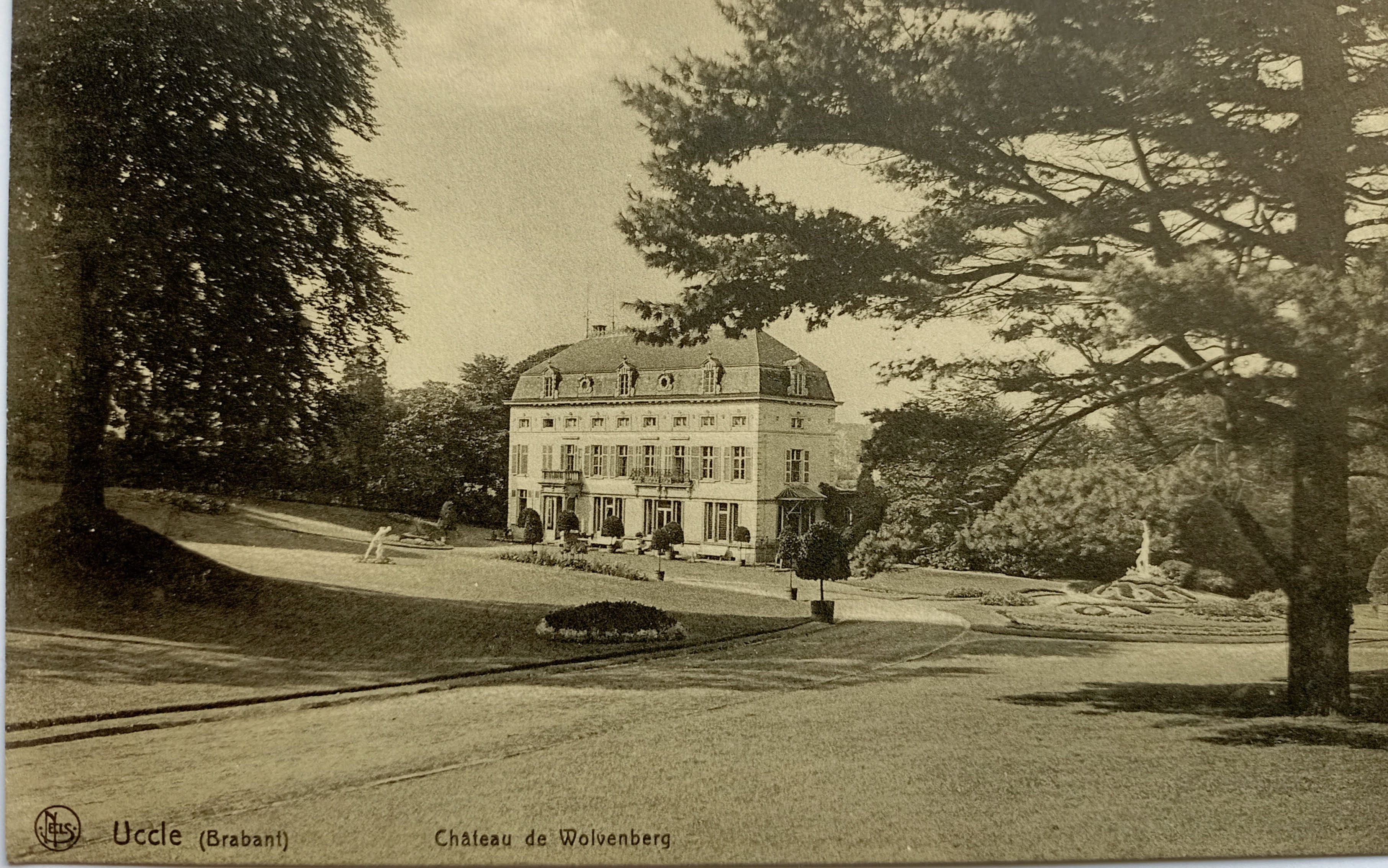
Castillo de Wolvenberg

En 1911, entrega la dirección de la cervecería a tres de sus hijos, quienes la rebautizan como Brasserie Lannoy et frères y, en 1921, como Grandes Brasseries d'Ixelles.